# Діо Брандо
Діо Брандо (яп. ディオ・ブランドー Діо Бурандо) — головний антагоніст першої та третьої частини серії Химерні пригоди ДжоДжо, Phantom Blood та Stardust Crusaders, а також посмертний основний антагоніст шостої частини, Stone Ocean написаними Хірохіко Аракі.
Ставши вампіром, а згодом користувачем стенда, Діо зібрав навколо себе багато прихильників і відповідальний за багато важливих подій, від смерті Джонатана Джостара до раптового отримання сім’єю Джостарів стендів, і його спадщина зберігається протягом усього періоду аніме-серіалу.

## Створення персонажа
Перед початком серій, Діо був персонажем, якого Аракі найбільше чекав намалювати. Він розповів, що не придумав слабкості персонажа і спосіб перемогти Діо. Стосовно характеристики Діо, Аракі надихнуло профіль серійних вбивць ФБР, визнавши, що вони повинні бути неймовірно сильними, щоб здійснювати жахливі злочини. Те, як серійні вбивці контролюють своїх жертв за допомогою психологічних маніпуляцій, риса, подібна до того, як Діо використовує свою харизму, щоб переконати своїх послідовників виконувати його накази. Аракі мав намір охарактеризувати Діо як невиправдано злісного у своєму прагненні до влади, з його буквальною відмовою від своєї людяності, що відображає його образну та емоційну природу. Аракі хотів, щоб його ім'я звучало круто поряд з ім'ям ДжоДжо, тому він вибрав Діо, італійське слово, що перекладається як Бог.
За словами Аракі, зовнішній вигляд Діо натхненний персонажем Рутгера Хауера Роєм Бетті з фільму 1982 року Той, що біжить по лезу.

## Історія
Діо народився в 1867-1868 роках у Великій Британії, в сім'ї Даріо Брандо, злодія-алкоголіка. Даріо видав себе за рятівника новонародженого Джонатана, щоб його сім'я прийняла Діо, і таким чином планував отримати спадщину сім'ї Джостарів. Хоча Діо ненавидів батька, він погодився на цей план. Коли Даріо вмирає, Діо плює на його могилу. Оскільки Діо бачить у Джонатані, як законному спадкоємцю, головну перешкоду в отриманні сімейного майна, він знущається з хлопчика всіма можливими способами — від приниження гідності Еріни Пендлетон, дівчини Джонатана, насильно вкравши в неї перший поцілунок, до спалення живцем собаки Джонатана на ім'я Денні. Ситуацію посилював батько Джонатана Джордж Джостар, який з почуття жалю не помічав витівки Діо. У таких умовах Джонатан та Діо прожили 7 років. Діо перестав переслідувати Джонатана, однак, він став таємно підсипати вітчиму отруту в чай, щоб той помер, і Діо міг отримати швидше частину спадщини. Цей план зриває Джонатан. У розпачі Діо пробує на собі таємничу кам'яну маску, що висіла на стіні вітальні та реагувала на кров. Діо перетворюється в вампіра і починає вбивати всіх підряд, у тому числі і Джорджа, вижити вдається лише Джонатану і Спідвагону, а маєток виявляється спаленим дощенту. Сам Діо сильно поранений і для відновлення сил починає вбивати людей, а також воскресає давно померлих героїв, яких відправляє битися проти Джонатана.
Під час останньої битви з Джонатаном знову програє, оскільки Джонатан вводить у його тіло хамон, енергію, яка руйнує вампіра, і щоб урятуватися, Діо відокремлює свою голову від тіла. Пізніше Діо вирішує отримати тіло Джонатана і вирушає таємно зі своїм слугою на круїзний лайнер, де звертає всіх людей до зомбі. Джонатан, однак, підриває лайнер, принісши себе в жертву і йде разом із головою Діо під воду.
За сюжетом третьої частини манги Діо опановує мертвим тілом Джонатана, проте впадає в сплячку, і через 100 років його виловлюють рибаки, яких Діо вбиває. Він виявляє, що знаходиться у 1983 році. Після пробудження Діо виявляє в собі нові здібності, зокрема він може вживляти свої клітини в людей, щоб контролювати їхній розум, а також отримує новий стенд - The World, здатний зупиняти час. Також він знайомиться з Еньєю Гейл, яка обдарувала його силою стенда. Діо прагне створити ідеальний світ, що складається з його слуг, а також возз'єднати нащадків Джостарів, щоб посилити їхню кров і краще прижитися в тілі Джонатана. Так Діо вирушив до Єгипту і почав шукати різних людей зі стендами, змушуючи служити собі. Згодом був убитий Джотаро в Єгипті, який зламав його стенд. З його тіла була викачана вся кров, після чого тіло Діо знищили сонячним ультрафіолетом.

## Здібності
Перш за все, Діо Брандо відомий своєю хитрістю та уважністю. Коли Джонатан Джостар перевершив всі очікування Діо, перемагаючи його в битві та перешкоджаючи його навмисним підступам, Діо одягає Кам’яну Маску, яка надає йому силу вампіра. Він досягає надлюдської швидкості, регенерації, яка стимулюється висмоктуванням крові крізь пальці, і сили, оскільки він може з легкістю піднімати дорожній коток. В бою він використовує заморожуючу техніку, відому як Техніка випаровування (気化冷凍法, Kikareitōhō), яка дозволяє йому заморозити своїх супротивників, роблячи прямі атаки з хамоном марними. Інша вампірська техніка, доступна Діо, — Скупі очі космічного розпушувача (空裂眼刺驚, Supēsu Ripā Sutingī Aizu), що дозволяє йому стріляти двома струменями рідини під тиском з очей. Він також може прищепити частини тіла різних істот разом, цю здатність він використав, щоб прийняти безголове тіло Джонатана Джостара як своє.
Повернувшись через 100 років із тілом Джонатана, Діо розробив свій фірмовий стенд, The World, після того, як був уражений луком і стрілою. Його характерна здатність — зупиняти час. Ця здатність діє лише протягом обмеженого проміжку часу (який в аніме-адаптації Stardust Crusaders сильно перебільшений), хоча цей ліміт можна подовжити за допомогою практики або інших засобів збільшення сили користувача (наприклад, коли Діо був здатний збільшити свій ліміт на кілька секунд після того, як випив крові Джозефа Джостара). Крім того, Діо отримав доступ до другого Стенда через використання тіла Джонатана; цей стенд без назви схожий на Hermit Purple Джозефа і має здатність віщувати.